# Nhàu lá nhỏ
Nhàu lá nhỏ, tên khoa học Morinda parvifolia, là một loài thực vật có hoa trong họ Thiến thảo. Loài này được Bartl. ex DC. mô tả khoa học đầu tiên năm 1830.